# Yinbo Hu
Yinbo Hu (kinesiska: 银波湖) är en sjö i Kina. Den ligger i den autonoma regionen Tibet, i den sydvästra delen av landet, omkring 780 kilometer norr om regionhuvudstaden Lhasa. Yinbo Hu ligger 4 877 meter över havet. Arean är 24,4 kvadratkilometer. Trakten runt Yinbo Hu är ofruktbar med lite eller ingen växtlighet. Den sträcker sig 5,8 kilometer i nord-sydlig riktning, och 7,4 kilometer i öst-västlig riktning.
Genomsnittlig årsnederbörd är 194 millimeter. Den regnigaste månaden är augusti, med i genomsnitt 39 mm nederbörd, och den torraste är december, med 2 mm nederbörd.